# Habenaria ferkoana
Habenaria ferkoana är en orkidéart som beskrevs av Rudolf Schlechter. Habenaria ferkoana ingår i släktet Habenaria och familjen orkidéer. Inga underarter finns listade i Catalogue of Life.